# Cinygmula mimus
Cinygmula mimus är en dagsländeart som först beskrevs av Eaton 1885.  Cinygmula mimus ingår i släktet Cinygmula och familjen forsdagsländor. Inga underarter finns listade i Catalogue of Life.